# Vegyes szabad program szinkronúszás a 2017-es úszó-világbajnokságon
A 2017-es úszó-világbajnokságon a szinkronúszás vegyes szabad programjának selejtezőjét július 21-én, döntőjét pedig másnap, július 22-én rendezték meg a Városligetben.

## Versenynaptár
| Dátum                     | Időpont | Forduló   |
| ------------------------- | ------- | --------- |
| 2017. július 21., péntek  | 19:00   | Selejtező |
| 2017. július 22., szombat | 19:00   | Döntő     |

## Eredmény
Zölddel kiemelve a döntőbe jutottak
| Helyezés  | Versenyzők                            | Nemzetiség | Selejtező | Selejtező | Döntő   | Döntő    |
| Helyezés  | Versenyzők                            | Nemzetiség | Pont      | helyezés  | Pont    | Helyezés |
| --------- | ------------------------------------- | ---------- | --------- | --------- | ------- | -------- |
| Aranyérem | Mihajela Kalancsa Alekszandr Malcev   | RUS        | 92.0000   | 1         | 92.6000 | 1        |
| Ezüstérem | Giorgio Minisini Mariangela Perrupato | ITA        | 90.8333   | 2         | 91.1000 | 2        |
| Bronzérem | Bill May Kanako Spendlove             | USA        | 88.0333   | 3         | 88.7667 | 3        |
| 4         | Atsushi Abe Yumi Adachi               | JPN        | 86.9333   | 4         | 88.0000 | 4        |
| 5         | Berta Ferreras Pau Ribes              | ESP        | 85.5000   | 5         | 85.7333 | 5        |
| 6         | Rene Prevost Isabelle Rampling        | CAN        | 83.0667   | 6         | 83.5667 | 6        |
| 7         | Renan Souza Giovana Stephan           | BRA        | 80.4000   | 7         | 80.0667 | 7        |
| 8         | Sheng Shuwen Shi Haoyu                | CHN        | 76.5333   | 8         | 77.2333 | 8        |
| 9         | Amelie Ebert Niklas Stoepel           | GER        | 73.9667   | 9         | 74.5000 | 9        |
| 10        | Vasileios Gkortsilas Vasiliki Kofidi  | GRE        | 69.7333   | 10        | 69.8333 | 10       |
| 11        | Gabriela Bello Alberto Pinto          | PAN        | 60.2000   | 11        | 60.7667 | 11       |